# Llista de topònims de Castellfollit del Boix
Llista de topònims (noms propis de lloc) del municipi de Castellfollit del Boix, al Bages
Informació actualitzada per un bot. Els canvis manuals es perdran quan s'actualitzi!

## cabana
| imatge | Nom                 | Ubicat a               | instància de | Detalls | coordenades | Protecció | Commons (més fotos) | Dades a WD                    |
| ------ | ------------------- | ---------------------- | ------------ | ------- | --- | --------- | ------------------- | ----------------------------- |
|        | Cups de Cal Figuera | Castellfollit del Boix | cabana       |         | 41° 37′ 50″ N, 1° 42′ 25″ E / 41.6306444702455°N,1.70685937616534°E                                                                     |           |                     | Modifica les dades a Wikidata |
|        | cobert de Cal Tinet | Castellfollit del Boix | cabana       |         | 41° 40′ 00″ N, 1° 40′ 10″ E / 41.6667754031658°N,1.66934412012071°E                                                                     |           |                     | Modifica les dades a Wikidata |
|        | corral de la Vila   | Castellfollit del Boix | cabana       |         | 41° 40′ 39″ N, 1° 39′ 55″ E / 41.6774466160739°N,1.66529187334118°E ca:Camps del corral de la vila. Nord-oest de Castellfollit del Boix |           |                     | Modifica les dades a Wikidata |
|        | corral del Pla      | Castellfollit del Boix | cabana       |         | 41° 41′ 23″ N, 1° 43′ 13″ E / 41.6896091594407°N,1.72020655314942°E ca:Bosc de Fontanelles. Est de Fontanelles.                         |           |                     | Modifica les dades a Wikidata |

## castell
| imatge | Nom                      | Ubicat a               | instància de | Detalls | coordenades                                                                                                   | Protecció                                            | Commons (més fotos)               | Dades a WD                    |
| ------ | ------------------------ | ---------------------- | ------------ | ------- | --- | ---------------------------------------------------- | --------------------------------- | ----------------------------- |
|        | Castell de Castellfollit | Castellfollit del Boix | castell      |         | 41° 40′ 07″ N, 1° 42′ 17″ E / 41.6686°N,1.70472°E                                                             | bé d'interès cultural bé cultural d'interès nacional | Castell de Castellfollit del Boix | Modifica les dades a Wikidata |
|        | Castell de Grevalosa     | Castellfollit del Boix | castell      |         | 41° 41′ 14″ N, 1° 41′ 11″ E / 41.687344°N,1.686293°E                                                          | bé d'interès cultural bé cultural d'interès nacional | Castell de Grevalosa              | Modifica les dades a Wikidata |
|        | Castell de Maians        | Castellfollit del Boix | castell      |         | 41° 38′ 15″ N, 1° 42′ 12″ E / 41.63758333333333°N,1.7034288888888889°E ca:Obaga de Maians Vell. Est de Maians | bé d'interès cultural bé cultural d'interès nacional | Castell de Maians                 | Modifica les dades a Wikidata |

## entitat singular de població
| imatge | Nom                    | Ubicat a               | instància de                                   | Detalls | coordenades                                                                | Protecció | Commons (més fotos) | Dades a WD                    |
| ------ | ---------------------- | ---------------------- | ---------------------------------------------- | ------- | -------------------------------------------------------------------------- | --------- | ------------------- | ----------------------------- |
|        | Canyelles              | Castellfollit del Boix | entitat singular de població                   | 38 hab  | 41° 39′ 02″ N, 1° 42′ 07″ E / 41.650609543918°N,1.7019059340658°E 450 msnm |           |                     | Modifica les dades a Wikidata |
|        | Castellfollit del Boix | Castellfollit del Boix | entitat singular de població capital municipal | 293 hab | 41° 39′ 54″ N, 1° 41′ 07″ E / 41.66502174°N,1.6851867°E 702 msnm           |           |                     | Modifica les dades a Wikidata |
|        | Grevalosa              | Castellfollit del Boix | entitat singular de població                   | 18 hab  | 41° 40′ 50″ N, 1° 39′ 07″ E / 41.680658679605°N,1.652043286392°E 620 msnm  |           |                     | Modifica les dades a Wikidata |
|        | Maians                 | Castellfollit del Boix | entitat singular de població                   | 90 hab  | 41° 38′ 09″ N, 1° 41′ 07″ E / 41.6357°N,1.68537°E 523 msnm                 |           | Maians              | Modifica les dades a Wikidata |
|        | Permanyer              | Castellfollit del Boix | entitat singular de població                   | 21 hab  | 41° 38′ 35″ N, 1° 40′ 24″ E / 41.643076694654°N,1.6732394783883°E 523 msnm |           |                     | Modifica les dades a Wikidata |
|        | el Castell             | Castellfollit del Boix | entitat singular de població                   | 0 hab   | 41° 37′ 24″ N, 1° 40′ 42″ E / 41.623321564936°N,1.6784460727929°E 502 msnm |           |                     | Modifica les dades a Wikidata |

## església
| imatge | Nom                                            | Ubicat a               | instància de     | Detalls                                                           | coordenades                                                                                   | Protecció                                  | Commons (més fotos)                   | Dades a WD                    |
| ------ | ---------------------------------------------- | ---------------------- | ---------------- | ----------------------------------------------------------------- | --------------------------------------------------------------------------------------------- | ------------------------------------------ | ------------------------------------- | ----------------------------- |
|        | Mare de Déu del Roser de Castellfollit de Boix | Castellfollit del Boix | església         | Estil: arquitectura popular                                       | 41° 39′ 27″ N, 1° 39′ 44″ E / 41.657502°N,1.662315°E                                          | bé integrant del patrimoni cultural català |                                       | Modifica les dades a Wikidata |
|        | Sant Andreu Vell de Maians                     | Castellfollit del Boix | església         | Estil: arquitectura romànica                                      | 41° 38′ 15″ N, 1° 42′ 12″ E / 41.637582°N,1.703434°E                                          | bé integrant del patrimoni cultural català |                                       | Modifica les dades a Wikidata |
|        | Sant Andreu de Maians                          | Castellfollit del Boix | església         | Estil: barroc                                                     | 41° 38′ 08″ N, 1° 41′ 02″ E / 41.63564°N,1.683957°E                                           | bé integrant del patrimoni cultural català | Sant Andreu de Maians                 | Modifica les dades a Wikidata |
|        | Sant Jaume del Clot del Grau                   | Castellfollit del Boix | església         | Estil: arquitectura popular                                       | 41° 40′ 02″ N, 1° 38′ 41″ E / 41.667204°N,1.644684°E                                          | bé integrant del patrimoni cultural català | Sant Jaume del Clot del Grau          | Modifica les dades a Wikidata |
|        | Sant Marc Vell                                 | Castellfollit del Boix | església capella | Estat: ruïnós                                                     | 41° 42′ 07″ N, 1° 40′ 00″ E / 41.7018261128553°N,1.66666263504632°E 774 msnm                  |                                            | Sant Marc Vell                        | Modifica les dades a Wikidata |
|        | Sant Miquel de Grevalosa                       | Castellfollit del Boix | església         | Estil: arquitectura romànica arquitectura preromànica 9th century | 41° 41′ 26″ N, 1° 39′ 39″ E / 41.6905°N,1.66081°E                                             | bé integrant del patrimoni cultural català | Sant Miquel de Grevalosa              | Modifica les dades a Wikidata |
|        | Sant Pere de Castellfollit del Boix            | Castellfollit del Boix | església         | Estil: arquitectura romànica                                      | 41° 40′ 11″ N, 1° 42′ 04″ E / 41.669711°N,1.701095°E                                          | bé integrant del patrimoni cultural català | Sant Pere de Castellfollit del Boix   | Modifica les dades a Wikidata |
|        | Sant Pere del Mont                             | Castellfollit del Boix | església         | Estil: arquitectura romànica                                      | 41° 42′ 41″ N, 1° 39′ 10″ E / 41.711366°N,1.652911°E ca:Sant Pere del Mont. Nord de Grevalosa | bé integrant del patrimoni cultural català |                                       | Modifica les dades a Wikidata |
|        | Sant Vicenç de Fontanelles                     | Castellfollit del Boix | església         | Estil: arquitectura romànica                                      | 41° 41′ 17″ N, 1° 42′ 20″ E / 41.688035°N,1.705679°E                                          | bé integrant del patrimoni cultural català | Sant Vicenç de Fontanelles            | Modifica les dades a Wikidata |
|        | Santa Cecília de Grevalosa                     | Castellfollit del Boix | església         | Estil: arquitectura romànica                                      | 41° 41′ 35″ N, 1° 39′ 14″ E / 41.693117°N,1.65395°E                                           | bé integrant del patrimoni cultural català | Santa Cecília de Grevalosa            | Modifica les dades a Wikidata |
|        | Santa Maria de Castellfollit del Boix          | Castellfollit del Boix | església         | Estil: arquitectura popular                                       | 41° 39′ 58″ N, 1° 41′ 01″ E / 41.666018°N,1.683718°E                                          | bé integrant del patrimoni cultural català | Santa Maria de Castellfollit del Boix | Modifica les dades a Wikidata |

## masia
| imatge | Nom                   | Ubicat a               | instància de | Detalls                                   | coordenades | Protecció                                  | Commons (més fotos)                      | Dades a WD                    |
| ------ | --------------------- | ---------------------- | ------------ | ----------------------------------------- | --- | ------------------------------------------ | ---------------------------------------- | ----------------------------- |
|        | Bacardit              | Castellfollit del Boix | masia        | 1746                                      | 41° 42′ 21″ N, 1° 39′ 36″ E / 41.705969870693°N,1.6599279671469°E ca:Camps de Bacardit. Nord de Castellfollit del Boix                          |                                            |                                          | Modifica les dades a Wikidata |
|        | Ca l'Andorrà          | Castellfollit del Boix | masia        |                                           | 41° 39′ 49″ N, 1° 41′ 07″ E / 41.6635354809965°N,1.68521768110971°E                                                                             |                                            |                                          | Modifica les dades a Wikidata |
|        | Ca l'Antònia          | Castellfollit del Boix | masia        |                                           | 41° 39′ 52″ N, 1° 40′ 45″ E / 41.664494005974°N,1.6792645172357°E                                                                               |                                            |                                          | Modifica les dades a Wikidata |
|        | Ca l'Enrica           | Castellfollit del Boix | masia        |                                           | 41° 41′ 23″ N, 1° 42′ 20″ E / 41.6897062665073°N,1.70555691908259°E                                                                             |                                            |                                          | Modifica les dades a Wikidata |
|        | Ca l'Esclusa          | Castellfollit del Boix | masia        |                                           | 41° 40′ 08″ N, 1° 41′ 43″ E / 41.6688386019927°N,1.69532019973072°E                                                                             |                                            |                                          | Modifica les dades a Wikidata |
|        | Ca l'Esquerilló       | Castellfollit del Boix | masia        |                                           | 41° 39′ 58″ N, 1° 40′ 42″ E / 41.6659881426257°N,1.67839315588882°E                                                                             |                                            |                                          | Modifica les dades a Wikidata |
|        | Ca l'Iscle            | Castellfollit del Boix | masia        |                                           | 41° 41′ 00″ N, 1° 42′ 35″ E / 41.6833501467069°N,1.70980547642357°E                                                                             |                                            |                                          | Modifica les dades a Wikidata |
|        | Ca l'Isidre           | Castellfollit del Boix | masia        |                                           | 41° 40′ 53″ N, 1° 39′ 30″ E / 41.68149444°N,1.65827778°E 625 msnm                                                                               |                                            |                                          | Modifica les dades a Wikidata |
|        | Ca l'Isidret          | Castellfollit del Boix | masia        |                                           | 41° 40′ 49″ N, 1° 41′ 18″ E / 41.6802351464001°N,1.68844603675356°E                                                                             |                                            |                                          | Modifica les dades a Wikidata |
|        | Ca l'Isidro Fuster    | Castellfollit del Boix | masia        |                                           | 41° 39′ 58″ N, 1° 40′ 56″ E / 41.6661316006848°N,1.68225800937404°E                                                                             |                                            |                                          | Modifica les dades a Wikidata |
|        | Ca l'Òscar            | Castellfollit del Boix | masia        |                                           | 41° 39′ 56″ N, 1° 41′ 09″ E / 41.665468419179°N,1.68569485191399°E                                                                              |                                            |                                          | Modifica les dades a Wikidata |
|        | Ca la Constància      | Castellfollit del Boix | masia        | 20th century                              | 41° 39′ 39″ N, 1° 40′ 37″ E / 41.6609004810128°N,1.67693580086001°E ca:Camps del Ton Tiu. Sud de Castellfollit del Boix                         |                                            |                                          | Modifica les dades a Wikidata |
|        | Ca la Llúcia          | Castellfollit del Boix | masia        |                                           | 41° 38′ 01″ N, 1° 41′ 20″ E / 41.6335°N,1.68892°E ca:Carretera de Maians. Sud de Maians 562 msnm                                                |                                            |                                          | Modifica les dades a Wikidata |
|        | Ca la Magina          | Castellfollit del Boix | masia        |                                           | 41° 40′ 59″ N, 1° 38′ 25″ E / 41.683117351995°N,1.6403999324133°E                                                                               |                                            |                                          | Modifica les dades a Wikidata |
|        | Ca la Matilde         | Castellfollit del Boix | masia        |                                           | 41° 39′ 56″ N, 1° 41′ 04″ E / 41.6654280766584°N,1.68453054389025°E                                                                             |                                            |                                          | Modifica les dades a Wikidata |
|        | Ca la Mercè           | Castellfollit del Boix | masia        |                                           | 41° 39′ 52″ N, 1° 40′ 54″ E / 41.6645121650398°N,1.68163040410348°E                                                                             |                                            |                                          | Modifica les dades a Wikidata |
|        | Ca la Tereseta        | Castellfollit del Boix | masia        |                                           | 41° 38′ 09″ N, 1° 41′ 08″ E / 41.6358077830487°N,1.68562535742029°E                                                                             |                                            |                                          | Modifica les dades a Wikidata |
|        | Ca la Tona            | Castellfollit del Boix | masia        | 1881                                      | 41° 40′ 57″ N, 1° 42′ 25″ E / 41.6824527337841°N,1.70689179090946°E ca:Clot de Ca l’isidro. Nord-est de Castellfollit del Boix                  |                                            |                                          | Modifica les dades a Wikidata |
|        | Cal Bernat            | Castellfollit del Boix | masia        |                                           | 41° 40′ 28″ N, 1° 40′ 47″ E / 41.6744879089296°N,1.67972093222693°E                                                                             |                                            |                                          | Modifica les dades a Wikidata |
|        | Cal Bleda             | Castellfollit del Boix | masia        |                                           | 41° 40′ 44″ N, 1° 38′ 00″ E / 41.67894444°N,1.63323611°E 741 msnm                                                                               |                                            |                                          | Modifica les dades a Wikidata |
|        | Cal Bosc              | Castellfollit del Boix | masia        |                                           | 41° 41′ 42″ N, 1° 39′ 46″ E / 41.6950075317222°N,1.66275371908811°E                                                                             |                                            |                                          | Modifica les dades a Wikidata |
|        | Cal Callo             | Castellfollit del Boix | masia        |                                           | 41° 38′ 28″ N, 1° 40′ 21″ E / 41.6411069907424°N,1.6725739970564°E                                                                              |                                            |                                          | Modifica les dades a Wikidata |
|        | Cal Carrabiner        | Castellfollit del Boix | masia        |                                           | 41° 40′ 53″ N, 1° 42′ 46″ E / 41.6813465668879°N,1.71265692394127°E                                                                             |                                            |                                          | Modifica les dades a Wikidata |
|        | Cal Casals            | Castellfollit del Boix | masia        | 18th century                              | 41° 37′ 54″ N, 1° 40′ 36″ E / 41.6315423087125°N,1.67653994539337°E ca:Vinya del tallat. Sud de Maians                                          |                                            |                                          | Modifica les dades a Wikidata |
|        | Cal Casino            | Castellfollit del Boix | masia        |                                           | 41° 39′ 32″ N, 1° 41′ 53″ E / 41.659007286709°N,1.6980769048744°E ca:Vinya del Sastret. Sud de Castellfollit del Boix                           |                                            |                                          | Modifica les dades a Wikidata |
|        | Cal Caterí            | Castellfollit del Boix | masia        |                                           | 41° 42′ 13″ N, 1° 38′ 54″ E / 41.7035757382607°N,1.64835802877001°E                                                                             |                                            |                                          | Modifica les dades a Wikidata |
|        | Cal Celdoni           | Castellfollit del Boix | masia        | 1882                                      | 41° 41′ 28″ N, 1° 42′ 17″ E / 41.6910666106306°N,1.70478462562289°E ca:Pla de Fontanelles. Nord de Castellfollit del Boix                       |                                            |                                          | Modifica les dades a Wikidata |
|        | Cal Celestí           | Castellfollit del Boix | masia        |                                           | 41° 40′ 08″ N, 1° 41′ 13″ E / 41.6687515833253°N,1.68688935285923°E                                                                             |                                            |                                          | Modifica les dades a Wikidata |
|        | Cal Cisteller         | Castellfollit del Boix | masia        |                                           | 41° 38′ 09″ N, 1° 41′ 05″ E / 41.6358770169497°N,1.68459142224023°E                                                                             |                                            |                                          | Modifica les dades a Wikidata |
|        | Cal Climenç           | Castellfollit del Boix | masia        |                                           | 41° 41′ 16″ N, 1° 40′ 29″ E / 41.6877890198432°N,1.67484692882666°E ca:Solella de Cal Fèlix. Nord de Castellfollit del Boix                     |                                            |                                          | Modifica les dades a Wikidata |
|        | Cal Coix              | Castellfollit del Boix | masia        | 1875                                      | 41° 38′ 02″ N, 1° 41′ 14″ E / 41.6339512329333°N,1.6871037751252°E ca:Sud de Maians.                                                            |                                            |                                          | Modifica les dades a Wikidata |
|        | Cal Compte            | Castellfollit del Boix | masia        |                                           | 41° 40′ 07″ N, 1° 41′ 20″ E / 41.6687278141518°N,1.68875173473387°E                                                                             |                                            |                                          | Modifica les dades a Wikidata |
|        | Cal Conco             | Castellfollit del Boix | masia        |                                           | 41° 42′ 40″ N, 1° 39′ 10″ E / 41.7109945862478°N,1.65272215906887°E ca:Camps de Cal Conco. Nord de Grevalosa                                    |                                            |                                          | Modifica les dades a Wikidata |
|        | Cal Conco de Baix     | Castellfollit del Boix | masia        |                                           | 41° 42′ 26″ N, 1° 39′ 14″ E / 41.7073332316095°N,1.6538683444529°E                                                                              |                                            |                                          | Modifica les dades a Wikidata |
|        | Cal Costa             | Castellfollit del Boix | masia        |                                           | 41° 39′ 30″ N, 1° 38′ 30″ E / 41.6582107242656°N,1.64170466562984°E ca:Pla de Servitge. Oest de Castellfollit del Boix                          |                                            |                                          | Modifica les dades a Wikidata |
|        | Cal Còdol             | Castellfollit del Boix | masia        | 10s                                       | 41° 38′ 14″ N, 1° 41′ 01″ E / 41.6372904398871°N,1.68374624222833°E ca:Plana de Cal Còdol. Al nord de Maians                                    |                                            |                                          | Modifica les dades a Wikidata |
|        | Cal Ferrer            | Castellfollit del Boix | masia        | 1920                                      | 41° 38′ 00″ N, 1° 41′ 26″ E / 41.6333704255881°N,1.69066924426647°E ca:Maians                                                                   |                                            |                                          | Modifica les dades a Wikidata |
|        | Cal Figuera           | Castellfollit del Boix | masia        |                                           | 41° 37′ 52″ N, 1° 42′ 24″ E / 41.63112778°N,1.70661944°E 545 msnm                                                                               |                                            |                                          | Modifica les dades a Wikidata |
|        | Cal Gepes             | Castellfollit del Boix | masia        |                                           | 41° 40′ 57″ N, 1° 42′ 44″ E / 41.682388038667°N,1.71235982223945°E                                                                              |                                            |                                          | Modifica les dades a Wikidata |
|        | Cal Giralt            | Castellfollit del Boix | masia        |                                           | 41° 40′ 06″ N, 1° 41′ 39″ E / 41.6684024158093°N,1.69418784938981°E                                                                             |                                            |                                          | Modifica les dades a Wikidata |
|        | Cal Guilard           | Castellfollit del Boix | masia        |                                           | 41° 40′ 10″ N, 1° 41′ 58″ E / 41.669532285521°N,1.69930632248606°E ca:Sud de l’església de Sant Pere. Est de Castellfollit del Boix             |                                            |                                          | Modifica les dades a Wikidata |
|        | Cal Jaume             | Castellfollit del Boix | masia        |                                           | 41° 39′ 55″ N, 1° 40′ 49″ E / 41.66514659017°N,1.68040429047748°E                                                                               |                                            |                                          | Modifica les dades a Wikidata |
|        | Cal Jaume Paradet     | Castellfollit del Boix | masia        | 1882                                      | 41° 38′ 48″ N, 1° 40′ 32″ E / 41.6465377121083°N,1.67565667172938°E ca:Permanyer. Nord de Maians                                                |                                            |                                          | Modifica les dades a Wikidata |
|        | Cal Jaume Ramonet     | Castellfollit del Boix | masia        |                                           | 41° 38′ 00″ N, 1° 40′ 42″ E / 41.6332109123059°N,1.67830665523765°E                                                                             |                                            |                                          | Modifica les dades a Wikidata |
|        | Cal Jep Llarguet      | Castellfollit del Boix | masia        |                                           | 41° 38′ 32″ N, 1° 40′ 03″ E / 41.6422289718833°N,1.66756793143266°E                                                                             |                                            |                                          | Modifica les dades a Wikidata |
|        | Cal Jep Vicenç        | Castellfollit del Boix | masia        | 1877                                      | 41° 40′ 37″ N, 1° 42′ 33″ E / 41.6768848783663°N,1.7091537324067°E ca:Feixes del Coral del Clot de l’Isidró. Nord-est de Castellfollit del Boix |                                            |                                          | Modifica les dades a Wikidata |
|        | Cal Joan              | Castellfollit del Boix | masia        | 1889                                      | 41° 41′ 25″ N, 1° 42′ 19″ E / 41.69015278°N,1.70515278°E ca:Pla de Fontanelles. Nord de Castellfollit del Boix 624 msnm                         |                                            |                                          | Modifica les dades a Wikidata |
|        | Cal Joan Ros          | Castellfollit del Boix | masia        |                                           | 41° 38′ 13″ N, 1° 40′ 33″ E / 41.6369647578843°N,1.67578065843415°E                                                                             |                                            |                                          | Modifica les dades a Wikidata |
|        | Cal Joanet            | Castellfollit del Boix | masia        |                                           | 41° 39′ 46″ N, 1° 42′ 13″ E / 41.662698970349°N,1.70355167802181°E                                                                              |                                            |                                          | Modifica les dades a Wikidata |
|        | Cal Llarguet          | Castellfollit del Boix | masia        |                                           | 41° 38′ 57″ N, 1° 40′ 58″ E / 41.6491231470126°N,1.6827488310181°E                                                                              |                                            |                                          | Modifica les dades a Wikidata |
|        | Cal Llorac            | Castellfollit del Boix | masia        |                                           | 41° 40′ 08″ N, 1° 40′ 56″ E / 41.6688600562325°N,1.68220236177801°E                                                                             |                                            |                                          | Modifica les dades a Wikidata |
|        | Cal Llorenç           | Castellfollit del Boix | masia        |                                           | 41° 38′ 36″ N, 1° 41′ 51″ E / 41.6433545091536°N,1.69739546183756°E                                                                             |                                            |                                          | Modifica les dades a Wikidata |
|        | Cal Maians            | Castellfollit del Boix | masia        |                                           | 41° 38′ 04″ N, 1° 41′ 44″ E / 41.6343095441914°N,1.69563266651432°E                                                                             |                                            |                                          | Modifica les dades a Wikidata |
|        | Cal Marcel·lí         | Castellfollit del Boix | masia        |                                           | 41° 39′ 44″ N, 1° 42′ 13″ E / 41.662257188944°N,1.70351249661634°E                                                                              |                                            |                                          | Modifica les dades a Wikidata |
|        | Cal Marquet           | Castellfollit del Boix | masia        | Estil: arquitectura popular 1751          | 41° 42′ 12″ N, 1° 38′ 34″ E / 41.70342778°N,1.64274722°E ca:Plans de Cal Marquet. Nord de Grevalosa 633 msnm                                    | bé integrant del patrimoni cultural català |                                          | Modifica les dades a Wikidata |
|        | Cal Mataporcs         | Castellfollit del Boix | masia        |                                           | 41° 39′ 37″ N, 1° 41′ 33″ E / 41.6601685566505°N,1.69246855348756°E                                                                             |                                            |                                          | Modifica les dades a Wikidata |
|        | Cal Mateu             | Castellfollit del Boix | masia        |                                           | 41° 40′ 42″ N, 1° 42′ 34″ E / 41.678321646451°N,1.70956953722971°E                                                                              |                                            |                                          | Modifica les dades a Wikidata |
|        | Cal Matxeter          | Castellfollit del Boix | masia        |                                           | 41° 41′ 24″ N, 1° 38′ 08″ E / 41.6898690225233°N,1.63554742172537°E                                                                             |                                            |                                          | Modifica les dades a Wikidata |
|        | Cal Maçaners          | Castellfollit del Boix | masia        |                                           | 41° 40′ 13″ N, 1° 43′ 49″ E / 41.6702220615654°N,1.73038089751057°E                                                                             |                                            |                                          | Modifica les dades a Wikidata |
|        | Cal Meix              | Castellfollit del Boix | masia        |                                           | 41° 42′ 00″ N, 1° 38′ 51″ E / 41.7000346145642°N,1.64747075126184°E                                                                             |                                            |                                          | Modifica les dades a Wikidata |
|        | Cal Miquel            | Castellfollit del Boix | masia        |                                           | 41° 40′ 19″ N, 1° 40′ 12″ E / 41.67202778°N,1.66996389°E 620 msnm                                                                               |                                            |                                          | Modifica les dades a Wikidata |
|        | Cal Miqueló           | Castellfollit del Boix | masia        |                                           | 41° 40′ 36″ N, 1° 40′ 30″ E / 41.6765513634141°N,1.67510153511336°E                                                                             |                                            |                                          | Modifica les dades a Wikidata |
|        | Cal Montaner          | Castellfollit del Boix | masia        | Estil: arquitectura popular               | 41° 40′ 38″ N, 1° 39′ 16″ E / 41.6772°N,1.65434°E 620 msnm                                                                                      | bé integrant del patrimoni cultural català |                                          | Modifica les dades a Wikidata |
|        | Cal Nito              | Castellfollit del Boix | masia        |                                           | 41° 39′ 52″ N, 1° 40′ 49″ E / 41.6644163738868°N,1.68034713390421°E                                                                             |                                            |                                          | Modifica les dades a Wikidata |
|        | Cal Paleta            | Castellfollit del Boix | masia        |                                           | 41° 39′ 36″ N, 1° 39′ 40″ E / 41.6600518136622°N,1.66120724391382°E                                                                             |                                            |                                          | Modifica les dades a Wikidata |
|        | Cal Paradet           | Castellfollit del Boix | masia        |                                           | 41° 38′ 28″ N, 1° 40′ 53″ E / 41.64101111°N,1.68139722°E ca:Nord de Maians. 554 msnm                                                            |                                            |                                          | Modifica les dades a Wikidata |
|        | Cal Pascol            | Castellfollit del Boix | masia        |                                           | 41° 38′ 39″ N, 1° 40′ 24″ E / 41.644275718507°N,1.67320539796629°E                                                                              |                                            |                                          | Modifica les dades a Wikidata |
|        | Cal Pau               | Castellfollit del Boix | masia        |                                           | 41° 40′ 52″ N, 1° 38′ 35″ E / 41.6810315061564°N,1.64300293783847°E                                                                             |                                            |                                          | Modifica les dades a Wikidata |
|        | Cal Pere              | Castellfollit del Boix | masia        |                                           | 41° 40′ 33″ N, 1° 43′ 43″ E / 41.6758673275425°N,1.72856401124828°E                                                                             |                                            |                                          | Modifica les dades a Wikidata |
|        | Cal Pere Aguilar      | Castellfollit del Boix | masia        |                                           | 41° 39′ 53″ N, 1° 40′ 44″ E / 41.6647047376836°N,1.67879176167726°E                                                                             |                                            |                                          | Modifica les dades a Wikidata |
|        | Cal Perot             | Castellfollit del Boix | masia        |                                           | 41° 41′ 30″ N, 1° 42′ 36″ E / 41.6917643381431°N,1.70996177598049°E                                                                             |                                            |                                          | Modifica les dades a Wikidata |
|        | Cal Perrot            | Castellfollit del Boix | masia        |                                           | 41° 38′ 46″ N, 1° 41′ 08″ E / 41.6462°N,1.68562°E 501 msnm                                                                                      |                                            |                                          | Modifica les dades a Wikidata |
|        | Cal Peça-rodona       | Castellfollit del Boix | masia        |                                           | 41° 41′ 26″ N, 1° 40′ 39″ E / 41.6906027653532°N,1.67750486175358°E                                                                             |                                            |                                          | Modifica les dades a Wikidata |
|        | Cal Plaxats           | Castellfollit del Boix | masia        | Estil: arquitectura popular 1881          | 41° 40′ 03″ N, 1° 38′ 40″ E / 41.667619°N,1.644442°E ca:Clot del Grau. Oest de Castellfollit del Boix                                           | bé integrant del patrimoni cultural català |                                          | Modifica les dades a Wikidata |
|        | Cal Ponç              | Castellfollit del Boix | masia        |                                           | 41° 40′ 08″ N, 1° 40′ 18″ E / 41.66889417°N,1.67157778°E 667 msnm                                                                               |                                            |                                          | Modifica les dades a Wikidata |
|        | Cal Portals           | Castellfollit del Boix | masia        | 1850                                      | 41° 39′ 12″ N, 1° 38′ 23″ E / 41.6532871892496°N,1.6396944789564°E ca:Pla del Servitge. Sud-oest de Castellfollit del Boix                      |                                            |                                          | Modifica les dades a Wikidata |
|        | Cal Rei               | Castellfollit del Boix | masia        |                                           | 41° 40′ 50″ N, 1° 42′ 49″ E / 41.680421625847°N,1.71370860306541°E ca:Pla del Rei. Nord-est de Castellfollit del Boix                           |                                            |                                          | Modifica les dades a Wikidata |
|        | Cal Ros               | Castellfollit del Boix | masia        |                                           | 41° 38′ 40″ N, 1° 40′ 41″ E / 41.6444681977084°N,1.67818465815051°E                                                                             |                                            |                                          | Modifica les dades a Wikidata |
|        | Cal Sargantana        | Castellfollit del Boix | masia        | 1847                                      | 41° 40′ 31″ N, 1° 42′ 12″ E / 41.6753072897135°N,1.7034308001987°E ca:Solana dels corbs. Nord de Castellfollit del Boix                         |                                            |                                          | Modifica les dades a Wikidata |
|        | Cal Savall            | Castellfollit del Boix | masia        |                                           | 41° 39′ 13″ N, 1° 38′ 09″ E / 41.6536731592838°N,1.63578329459289°E                                                                             |                                            |                                          | Modifica les dades a Wikidata |
|        | Cal Sellerès          | Castellfollit del Boix | masia        |                                           | 41° 42′ 14″ N, 1° 38′ 46″ E / 41.703810559716°N,1.64611762103814°E ca:Camí de Grevalosa. Nord de Grevalosa                                      |                                            |                                          | Modifica les dades a Wikidata |
|        | Cal Senon             | Castellfollit del Boix | masia        |                                           | 41° 39′ 47″ N, 1° 40′ 45″ E / 41.6629811997429°N,1.67929543633475°E                                                                             |                                            |                                          | Modifica les dades a Wikidata |
|        | Cal Serrano           | Castellfollit del Boix | masia        |                                           | 41° 39′ 54″ N, 1° 38′ 26″ E / 41.6649351367254°N,1.64062642392592°E 723 msnm                                                                    |                                            |                                          | Modifica les dades a Wikidata |
|        | Cal Servitge          | Castellfollit del Boix | masia        |                                           | 41° 39′ 02″ N, 1° 38′ 21″ E / 41.6505968326118°N,1.63916265536105°E                                                                             |                                            |                                          | Modifica les dades a Wikidata |
|        | Cal Solanelles        | Castellfollit del Boix | masia        |                                           | 41° 40′ 01″ N, 1° 38′ 44″ E / 41.6669494082012°N,1.6456891013307°E                                                                              |                                            |                                          | Modifica les dades a Wikidata |
|        | Cal Soleies           | Castellfollit del Boix | masia        | 1779                                      | 41° 39′ 46″ N, 1° 40′ 58″ E / 41.6628939996064°N,1.68268436600723°E ca:Camí de Soleies. Sud de Castellfollit del Boix                           |                                            |                                          | Modifica les dades a Wikidata |
|        | Cal Soler             | Castellfollit del Boix | masia        |                                           | 41° 39′ 05″ N, 1° 38′ 16″ E / 41.6514626482681°N,1.6377393755702°E                                                                              |                                            |                                          | Modifica les dades a Wikidata |
|        | Cal Teneu             | Castellfollit del Boix | masia        |                                           | 41° 41′ 15″ N, 1° 42′ 48″ E / 41.6874069998377°N,1.71335316747331°E                                                                             |                                            |                                          | Modifica les dades a Wikidata |
|        | Cal Terrassola        | Castellfollit del Boix | masia        |                                           | 41° 41′ 17″ N, 1° 38′ 53″ E / 41.688172018397°N,1.64818790451221°E                                                                              |                                            |                                          | Modifica les dades a Wikidata |
|        | Cal Terrers           | Castellfollit del Boix | masia        |                                           | 41° 39′ 03″ N, 1° 41′ 43″ E / 41.6508603969096°N,1.69528678342076°E ca:Obaga del Coll de Gossem. Sud de Castellfollit del Boix                  |                                            |                                          | Modifica les dades a Wikidata |
|        | Cal Tinet Gran        | Castellfollit del Boix | masia        | 1778                                      | 41° 39′ 45″ N, 1° 40′ 58″ E / 41.6625062420469°N,1.68264422598022°E ca:Camí de Soleies. Sud de Castellfollit del Boix                           |                                            |                                          | Modifica les dades a Wikidata |
|        | Cal Tinet Xic         | Castellfollit del Boix | masia        |                                           | 41° 39′ 59″ N, 1° 40′ 10″ E / 41.6665073460657°N,1.66952981792284°E                                                                             |                                            |                                          | Modifica les dades a Wikidata |
|        | Cal Tio               | Castellfollit del Boix | masia        |                                           | 41° 38′ 47″ N, 1° 40′ 39″ E / 41.646253113996°N,1.67753575908426°E                                                                              |                                            |                                          | Modifica les dades a Wikidata |
|        | Cal Tiquet            | Castellfollit del Boix | masia        |                                           | 41° 41′ 16″ N, 1° 42′ 20″ E / 41.6878224926957°N,1.70543848101463°E                                                                             |                                            |                                          | Modifica les dades a Wikidata |
|        | Cal Tomàs             | Castellfollit del Boix | masia        | 19th century                              | 41° 39′ 29″ N, 1° 41′ 37″ E / 41.6580664801518°N,1.69374813733357°E ca:Cal Tomàs. Sud de Castellfollit del Boix                                 |                                            |                                          | Modifica les dades a Wikidata |
|        | Cal Ton               | Castellfollit del Boix | masia        |                                           | 41° 40′ 57″ N, 1° 39′ 20″ E / 41.68250181291°N,1.6556092167318°E                                                                                |                                            |                                          | Modifica les dades a Wikidata |
|        | Cal Ton Canyelles     | Castellfollit del Boix | masia        |                                           | 41° 39′ 48″ N, 1° 43′ 15″ E / 41.6633959531067°N,1.72073783702138°E                                                                             |                                            |                                          | Modifica les dades a Wikidata |
|        | Cal Ton Mosset        | Castellfollit del Boix | masia        |                                           | 41° 39′ 22″ N, 1° 38′ 35″ E / 41.656233218328°N,1.6429449671413°E                                                                               |                                            |                                          | Modifica les dades a Wikidata |
|        | Cal Ton Tio           | Castellfollit del Boix | masia        |                                           | 41° 38′ 50″ N, 1° 41′ 02″ E / 41.6470911528044°N,1.68384695265667°E                                                                             |                                            |                                          | Modifica les dades a Wikidata |
|        | Cal Ton Vives         | Castellfollit del Boix | masia        |                                           | 41° 40′ 03″ N, 1° 41′ 58″ E / 41.6674352395864°N,1.69944463480705°E                                                                             |                                            |                                          | Modifica les dades a Wikidata |
|        | Cal Ton Xesquet       | Castellfollit del Boix | masia        |                                           | 41° 38′ 39″ N, 1° 40′ 12″ E / 41.6441299181791°N,1.66994230365793°E                                                                             |                                            |                                          | Modifica les dades a Wikidata |
|        | Cal Valentí           | Castellfollit del Boix | masia        |                                           | 41° 41′ 09″ N, 1° 38′ 53″ E / 41.6859356151343°N,1.64795837189609°E                                                                             |                                            |                                          | Modifica les dades a Wikidata |
|        | Cal Xesquet           | Castellfollit del Boix | masia        |                                           | 41° 38′ 41″ N, 1° 40′ 06″ E / 41.644822101249°N,1.6684005934307°E                                                                               |                                            |                                          | Modifica les dades a Wikidata |
|        | Cals Jepons           | Castellfollit del Boix | masia        |                                           | 41° 40′ 13″ N, 1° 39′ 13″ E / 41.6703199703309°N,1.65352268727592°E                                                                             |                                            |                                          | Modifica les dades a Wikidata |
|        | Can Canyelles         | Castellfollit del Boix | masia        | Estil: arquitectura popular               | 41° 39′ 49″ N, 1° 43′ 01″ E / 41.663556°N,1.716913°E ca:Canyelles. Est de Castellfollit del Boix                                                | bé integrant del patrimoni cultural català |                                          | Modifica les dades a Wikidata |
|        | Can Carner            | Castellfollit del Boix | masia        |                                           | 41° 42′ 00″ N, 1° 38′ 48″ E / 41.7000172633541°N,1.64676204985992°E                                                                             |                                            |                                          | Modifica les dades a Wikidata |
|        | Can Cristòfol         | Castellfollit del Boix | masia        |                                           | 41° 40′ 05″ N, 1° 40′ 58″ E / 41.6680033051108°N,1.68289251458157°E                                                                             |                                            |                                          | Modifica les dades a Wikidata |
|        | Can Figuerola         | Castellfollit del Boix | masia        | 1750                                      | 41° 37′ 31″ N, 1° 41′ 43″ E / 41.625314486613°N,1.6952110656384°E ca:Finca de Can Figuerola. Sud-est de Maians                                  |                                            |                                          | Modifica les dades a Wikidata |
|        | Can Fontanellas       | Castellfollit del Boix | masia        | Estil: arquitectura popular 17th century  | 41° 41′ 17″ N, 1° 42′ 20″ E / 41.688035°N,1.705679°E ca:Pla de Fontanelles                                                                      | bé integrant del patrimoni cultural català | Can Fontanellas (Castellfollit del Boix) | Modifica les dades a Wikidata |
|        | Can Grau              | Castellfollit del Boix | masia        | Estil: arquitectura popular               | 41° 40′ 06″ N, 1° 38′ 47″ E / 41.668243°N,1.646489°E ca:Clot del Grau. Oest de Castellfollit del Boix                                           | bé integrant del patrimoni cultural català |                                          | Modifica les dades a Wikidata |
|        | Can Julià             | Castellfollit del Boix | masia        |                                           | 41° 41′ 57″ N, 1° 38′ 14″ E / 41.6991574170942°N,1.63726191151886°E                                                                             |                                            |                                          | Modifica les dades a Wikidata |
|        | Can Lleonard          | Castellfollit del Boix | masia        | 1830                                      | 41° 39′ 25″ N, 1° 41′ 01″ E / 41.6569420281667°N,1.68361035198888°E ca:Plana del Gall. Sud de Castellfollit del Boix                            |                                            |                                          | Modifica les dades a Wikidata |
|        | Can Marcel·lino       | Castellfollit del Boix | masia        |                                           | 41° 39′ 34″ N, 1° 38′ 21″ E / 41.6593324948439°N,1.63907481677035°E                                                                             |                                            |                                          | Modifica les dades a Wikidata |
|        | Can Palomas           | Castellfollit del Boix | masia        | Estil: arquitectura popular               | 41° 41′ 45″ N, 1° 40′ 12″ E / 41.69591°N,1.669883°E                                                                                             | bé integrant del patrimoni cultural català |                                          | Modifica les dades a Wikidata |
|        | Can Pere Vila         | Castellfollit del Boix | masia        |                                           | 41° 42′ 44″ N, 1° 39′ 09″ E / 41.7121176278354°N,1.65248233906376°E                                                                             |                                            |                                          | Modifica les dades a Wikidata |
|        | Can Prat              | Castellfollit del Boix | masia        | Estil: arquitectura popular               | 41° 39′ 26″ N, 1° 39′ 46″ E / 41.65736°N,1.662831°E ca:Pla de Can Prat. Sud-oest de Castellfollit del Boix                                      | bé integrant del patrimoni cultural català | Can Palet (Castellfollit del Boix)       | Modifica les dades a Wikidata |
|        | Can Puig              | Castellfollit del Boix | masia        |                                           | 41° 41′ 04″ N, 1° 42′ 33″ E / 41.6844234468546°N,1.7091352119565°E                                                                              |                                            |                                          | Modifica les dades a Wikidata |
|        | Can Regordosa         | Castellfollit del Boix | masia        | Estil: arquitectura popular Estat: ruïnós | 41° 41′ 05″ N, 1° 38′ 09″ E / 41.684801°N,1.635794°E                                                                                            | bé integrant del patrimoni cultural català |                                          | Modifica les dades a Wikidata |
|        | Can Regordosa         | Castellfollit del Boix | masia        |                                           | 41° 39′ 39″ N, 1° 38′ 39″ E / 41.660749685876°N,1.6440511927568°E                                                                               |                                            |                                          | Modifica les dades a Wikidata |
|        | Can Savall            | Castellfollit del Boix | masia        |                                           | 41° 39′ 15″ N, 1° 38′ 00″ E / 41.6542928210555°N,1.63335630034614°E                                                                             |                                            |                                          | Modifica les dades a Wikidata |
|        | Can Seguers           | Castellfollit del Boix | masia        |                                           | 41° 40′ 25″ N, 1° 41′ 14″ E / 41.6734925072071°N,1.68717740691122°E                                                                             |                                            |                                          | Modifica les dades a Wikidata |
|        | Can Serra             | Castellfollit del Boix | masia        | Estil: arquitectura popular               | 41° 40′ 04″ N, 1° 43′ 19″ E / 41.667853°N,1.721885°E ca:Camps de Can Serra. Est de Castellfollit del Boix                                       | bé integrant del patrimoni cultural català |                                          | Modifica les dades a Wikidata |
|        | Can Tinell            | Castellfollit del Boix | masia        |                                           | 41° 39′ 47″ N, 1° 41′ 27″ E / 41.663093657746°N,1.6908452022709°E                                                                               |                                            |                                          | Modifica les dades a Wikidata |
|        | Can Torra             | Castellfollit del Boix | masia        | Estil: arquitectura popular               | 41° 40′ 47″ N, 1° 41′ 26″ E / 41.679821°N,1.690663°E                                                                                            | bé integrant del patrimoni cultural català | Can Torra (Castellfollit del Boix)       | Modifica les dades a Wikidata |
|        | Can Vidales           | Castellfollit del Boix | masia        | 1897                                      | 41° 40′ 50″ N, 1° 40′ 30″ E / 41.6805037607267°N,1.6749603824803°E ca:Camps de Can Vidales. Nord de Castellfollit del Boix                      |                                            |                                          | Modifica les dades a Wikidata |
|        | Can Vila              | Castellfollit del Boix | masia        |                                           | 41° 39′ 19″ N, 1° 40′ 45″ E / 41.655180829555°N,1.67926266889596°E                                                                              |                                            |                                          | Modifica les dades a Wikidata |
|        | Can Vilomara          | Castellfollit del Boix | masia        | Estil: arquitectura popular               | 41° 40′ 14″ N, 1° 41′ 23″ E / 41.670528°N,1.689818°E ca:Plana del Bosc. Nord de Castellfollit del Boix                                          | bé integrant del patrimoni cultural català |                                          | Modifica les dades a Wikidata |
|        | Can Vives             | Castellfollit del Boix | masia        | Estil: arquitectura popular 17th century  | 41° 41′ 24″ N, 1° 42′ 29″ E / 41.690077°N,1.708124°E ca:Pla de Fontanelles 624 msnm                                                             | bé integrant del patrimoni cultural català | Can Vives (Castellfollit del Boix)       | Modifica les dades a Wikidata |
|        | Can Xic               | Castellfollit del Boix | masia        |                                           | 41° 39′ 03″ N, 1° 38′ 17″ E / 41.6508709017282°N,1.63796800501163°E                                                                             |                                            |                                          | Modifica les dades a Wikidata |
|        | Mas Clarena           | Castellfollit del Boix | masia        | 1641 Estat: ruïnós                        | 41° 41′ 57″ N, 1° 37′ 50″ E / 41.69925°N,1.630611111111111°E ca:Solana de Clarena. Nord de Grevalosa                                            |                                            |                                          | Modifica les dades a Wikidata |
|        | Mas Nou               | Castellfollit del Boix | masia        |                                           | 41° 40′ 11″ N, 1° 43′ 59″ E / 41.6696286866401°N,1.73292718345484°E                                                                             |                                            |                                          | Modifica les dades a Wikidata |
|        | Mas Pubill            | Castellfollit del Boix | masia        | Estil: arquitectura popular 17th century  | 41° 40′ 54″ N, 1° 39′ 01″ E / 41.681735°N,1.650345°E ca:Grevalosa                                                                               | bé integrant del patrimoni cultural català | El Pubill (Castellfollit del Boix)       | Modifica les dades a Wikidata |
|        | Mas d'en Boix         | Castellfollit del Boix | masia        |                                           | 41° 40′ 29″ N, 1° 37′ 40″ E / 41.67468333°N,1.62785833°E 762 msnm                                                                               |                                            |                                          | Modifica les dades a Wikidata |
|        | Moblella              | Castellfollit del Boix | masia        |                                           | 41° 42′ 12″ N, 1° 39′ 30″ E / 41.7033064057953°N,1.65842329533899°E ca:Camps de Mobella. Nord de Castellfollit del Boix                         |                                            |                                          | Modifica les dades a Wikidata |
|        | Rigolfes              | Castellfollit del Boix | masia        | 19th century                              | 41° 40′ 02″ N, 1° 39′ 20″ E / 41.6671097802082°N,1.65551149687089°E ca:Camps de Rigolfes. Oest de Castellfollit del Boix                        |                                            |                                          | Modifica les dades a Wikidata |
|        | el Clot de les Vinyes | Castellfollit del Boix | masia        |                                           | 41° 39′ 32″ N, 1° 42′ 48″ E / 41.6590180217927°N,1.71342604984045°E                                                                             |                                            |                                          | Modifica les dades a Wikidata |
|        | el Corral Nou         | Castellfollit del Boix | masia        | Estil: arquitectura popular               | 41° 38′ 34″ N, 1° 42′ 15″ E / 41.642737°N,1.704166°E                                                                                            | bé integrant del patrimoni cultural català |                                          | Modifica les dades a Wikidata |
|        | el Lledó              | Castellfollit del Boix | masia        | Estil: arquitectura popular               | 41° 41′ 28″ N, 1° 38′ 48″ E / 41.69102222°N,1.64679444°E 540.7 msnm                                                                             | bé integrant del patrimoni cultural català |                                          | Modifica les dades a Wikidata |
|        | els Masets            | Castellfollit del Boix | masia        |                                           | 41° 39′ 33″ N, 1° 37′ 49″ E / 41.6592372192821°N,1.63029718065611°E                                                                             |                                            |                                          | Modifica les dades a Wikidata |
|        | els Vilassos          | Castellfollit del Boix | masia        |                                           | 41° 42′ 52″ N, 1° 39′ 17″ E / 41.7143340568396°N,1.65485220357975°E                                                                             |                                            |                                          | Modifica les dades a Wikidata |
|        | la Casanova           | Castellfollit del Boix | masia        |                                           | 41° 40′ 10″ N, 1° 39′ 21″ E / 41.6693288713988°N,1.65580166355746°E                                                                             |                                            |                                          | Modifica les dades a Wikidata |
|        | la Fassina            | Castellfollit del Boix | masia        |                                           | 41° 40′ 29″ N, 1° 42′ 32″ E / 41.6747023224652°N,1.70889701413186°E ca:Feixes del Corral. Nord-est de Castellfollit del Boix                    |                                            |                                          | Modifica les dades a Wikidata |
|        | la Granja             | Castellfollit del Boix | masia        |                                           | 41° 40′ 01″ N, 1° 42′ 54″ E / 41.6669156044342°N,1.71490242861501°E                                                                             |                                            |                                          | Modifica les dades a Wikidata |
|        | la Masia              | Castellfollit del Boix | masia        |                                           | 41° 39′ 11″ N, 1° 42′ 03″ E / 41.6529842693045°N,1.70069615395228°E ca:Coll de Gossem. Canyelles                                                |                                            |                                          | Modifica les dades a Wikidata |
|        | la Morera             | Castellfollit del Boix | masia        | Estil: arquitectura popular 1729          | 41° 41′ 41″ N, 1° 38′ 42″ E / 41.694859°N,1.645072°E ca:Planes de la Morera. Nord de Grevalosa                                                  | bé integrant del patrimoni cultural català |                                          | Modifica les dades a Wikidata |
|        | la Peça               | Castellfollit del Boix | masia        |                                           | 41° 41′ 34″ N, 1° 38′ 08″ E / 41.6928499711355°N,1.63552046556408°E                                                                             |                                            |                                          | Modifica les dades a Wikidata |
|        | la Plana              | Castellfollit del Boix | masia        | 1830                                      | 41° 39′ 45″ N, 1° 41′ 11″ E / 41.6624146053089°N,1.68644159350326°E ca:Sud de Castellfollit del Boix                                            |                                            |                                          | Modifica les dades a Wikidata |
|        | les Casesnoves        | Castellfollit del Boix | masia        |                                           | 41° 40′ 35″ N, 1° 41′ 20″ E / 41.6764109807251°N,1.68877597825187°E ca:Obaga de Cal Torra. Nord de Castellfollit del Boix                       |                                            |                                          | Modifica les dades a Wikidata |
|        | les Valls             | Castellfollit del Boix | masia        |                                           | 41° 41′ 17″ N, 1° 37′ 44″ E / 41.6880254793882°N,1.62897768748083°E                                                                             |                                            |                                          | Modifica les dades a Wikidata |

## muntanya
| imatge | Nom                    | Ubicat a                                                   | instància de | Detalls      | coordenades | Protecció | Commons (més fotos)    | Dades a WD                    |
| ------ | ---------------------- | ---------------------------------------------------------- | ------------ | ------------ | --- | --------- | ---------------------- | ----------------------------- |
|        | Cogulló de Cal Torre   | Castellfollit del Boix Rajadell                            | muntanya     |              | 41° 41′ 15″ N, 1° 41′ 11″ E / 41.6874716091°N,1.68642459544°E 881 msnm                                                                 |           | Cogulló de Cal Torre   | Modifica les dades a Wikidata |
|        | Coll de Gossem         | Castellfollit del Boix                                     | muntanya     |              | 41° 38′ 57″ N, 1° 41′ 24″ E / 41.64906111°N,1.68988611°E ca:Coll de Gosem 799 msnm                                                     |           | Coll de Gossem         | Modifica les dades a Wikidata |
|        | Punta de Palomes       | Castellfollit del Boix                                     | muntanya     |              | 41° 40′ 56″ N, 1° 40′ 50″ E / 41.68235556°N,1.68044722°E 879 msnm                                                                      |           | Punta de Palomes       | Modifica les dades a Wikidata |
|        | Pòpia del Montgròs     | Sant Salvador de Guardiola Castellfollit del Boix          | muntanya     |              | 41° 41′ 11″ N, 1° 43′ 56″ E / 41.686475°N,1.73227778°E 668 msnm                                                                        |           | Pòpia del Montgròs     | Modifica les dades a Wikidata |
|        | Turó de les Tres Creus | Castellfollit del Boix Rajadell                            | muntanya     | 20th century | 41° 41′ 38″ N, 1° 42′ 09″ E / 41.693988888889°N,1.7024416666667°E ca:Turó de les Tres Creus. Nord de Castellfollit del Boix 795.8 msnm |           | Turó de les Tres Creus | Modifica les dades a Wikidata |
|        | les Tres Alzines       | Rubió Castellfollit del Boix                               | muntanya     |              | 41° 39′ 51″ N, 1° 38′ 02″ E / 41.664213888889°N,1.6338675°E 831 msnm                                                                   |           | Les Tres Alzines       | Modifica les dades a Wikidata |
|        | serra de Montgròs      | Sant Salvador de Guardiola Castellfollit del Boix Rajadell | muntanya     |              | 41° 41′ 35″ N, 1° 43′ 57″ E / 41.69293°N,1.73258°E                                                                                     |           |                        | Modifica les dades a Wikidata |

## pont
| imatge | Nom               | Ubicat a               | instància de | Detalls          | coordenades                                                                          | Protecció | Commons (més fotos) | Dades a WD                    |
| ------ | ----------------- | ---------------------- | ------------ | ---------------- | ------------------------------------------------------------------------------------ | --------- | ------------------- | ----------------------------- |
|        | Pont de la Morera | Castellfollit del Boix | pont         | Estat: bon estat | 41° 41′ 43″ N, 1° 38′ 34″ E / 41.69519°N,1.64278°E ca:Camí de Grevalosa 509 msnm     |           |                     | Modifica les dades a Wikidata |
|        | Pont del Mosset   | Castellfollit del Boix | pont         | Estat: bon estat | 41° 39′ 17″ N, 1° 38′ 32″ E / 41.65483°N,1.64212°E ca:Camí de Cal Pessetero 598 msnm |           |                     | Modifica les dades a Wikidata |

## serra
| imatge | Nom                | Ubicat a                                                   | instància de | Detalls                | coordenades                                                         | Protecció | Commons (més fotos) | Dades a WD                    |
| ------ | ------------------ | ---------------------------------------------------------- | ------------ | ---------------------- | ------------------------------------------------------------------- | --------- | ------------------- | ----------------------------- |
|        | El Mal Cau         | Castellfollit del Boix                                     | serra        |                        | 41° 41′ 06″ N, 1° 40′ 19″ E / 41.68513111°N,1.67203611°E 834.4 msnm |           |                     | Modifica les dades a Wikidata |
|        | Serra de Gallcanta | Castellfollit del Boix Sant Salvador de Guardiola Rajadell | serra        |                        | 41° 41′ 40″ N, 1° 44′ 04″ E / 41.69456111°N,1.73435083°E 668.8 msnm |           |                     | Modifica les dades a Wikidata |
|        | Serra de Mensa     | Castellfollit del Boix                                     | serra        |                        | 41° 38′ 27″ N, 1° 41′ 28″ E / 41.6407°N,1.69119°E 622.9 msnm        |           |                     | Modifica les dades a Wikidata |
|        | Serra de Rubió     | Rubió Òdena Castellfollit del Boix                         | serra        | Llarg: 48km Ample: 8km | 41° 39′ 36″ N, 1° 37′ 12″ E / 41.6601°N,1.6199°E Anoia Bages        |           | Serra de Rubió      | Modifica les dades a Wikidata |
|        | Serra del Grau     | Castellfollit del Boix                                     | serra        |                        | 41° 40′ 17″ N, 1° 38′ 26″ E / 41.67151111°N,1.64045°E 846 msnm      |           |                     | Modifica les dades a Wikidata |
|        | serra de Clarena   | Aguilar de Segarra Castellfollit del Boix                  | serra        |                        | 41° 42′ 01″ N, 1° 38′ 04″ E / 41.7001475°N,1.63435667°E 799.2 msnm  |           |                     | Modifica les dades a Wikidata |
|        | serra del Soler    | Aguilar de Segarra Castellfollit del Boix Rubió            | serra        |                        | 41° 41′ 33″ N, 1° 37′ 15″ E / 41.6924°N,1.62081°E 799.2 msnm        |           |                     | Modifica les dades a Wikidata |

## vèrtex geodèsic
| imatge | Nom    | Ubicat a               | instància de    | Detalls   | coordenades                                                       | Protecció | Commons (més fotos) | Dades a WD                    |
| ------ | ------ | ---------------------- | --------------- | --------- | ----------------------------------------------------------------- | --------- | ------------------- | ----------------------------- |
|        | Gossem | Castellfollit del Boix | vèrtex geodèsic | Alt: 1.2m | 41° 38′ 57″ N, 1° 41′ 24″ E / 41.649056°N,1.690041°E 799.262 msnm |           |                     | Modifica les dades a Wikidata |
|        | Torre  | Castellfollit del Boix | vèrtex geodèsic | Alt: 1.2m | 41° 41′ 15″ N, 1° 41′ 11″ E / 41.687457°N,1.686432°E 881.019 msnm |           |                     | Modifica les dades a Wikidata |

## Misc
| imatge | Nom                                         | Ubicat a                                  | instància de         | Detalls                      | coordenades                                                                                               | Protecció                                  | Commons (més fotos)                     | Dades a WD                    |
| ------ | ------------------------------------------- | ----------------------------------------- | -------------------- | ---------------------------- | --- | ------------------------------------------ | --------------------------------------- | ----------------------------- |
|        | Molí del Pubill                             | Castellfollit del Boix                    | edifici              | Estil: arquitectura popular  | 41° 40′ 57″ N, 1° 39′ 00″ E / 41.6825°N,1.65009°E                                                         | bé integrant del patrimoni cultural català |                                         | Modifica les dades a Wikidata |
|        | Oratori de Collet de Codina                 | Castellfollit del Boix                    | oratori              |                              | 41° 41′ 23″ N, 1° 42′ 34″ E / 41.689755°N,1.709557°E 619 msnm                                             |                                            |                                         | Modifica les dades a Wikidata |
|        | Parc eòlic de Rubió                         | Rubió Castellfollit del Boix Òdena        | parc eòlic terrestre | 2003                         | 41° 39′ 02″ N, 1° 36′ 07″ E / 41.65055556°N,1.60194444°E 820 msnm                                         |                                            | Wind farm on Serra de Rubió             | Modifica les dades a Wikidata |
|        | Torre de Moros                              | Castellfollit del Boix                    | torre de sentinella  | Estil: arquitectura popular  | 41° 39′ 32″ N, 1° 39′ 20″ E / 41.658863°N,1.655567°E                                                      | bé integrant del patrimoni cultural català | Torre de Moros (Castellfollit del Boix) | Modifica les dades a Wikidata |
|        | casa consistorial de Castellfollit del Boix | Castellfollit del Boix                    | casa consistorial    |                              | 41° 40′ 00″ N, 1° 41′ 00″ E / 41.6667849°N,1.6832915°E                                                    |                                            |                                         | Modifica les dades a Wikidata |
|        | el Mont                                     | Castellfollit del Boix                    | priorat              |                              | |                                            |                                         | Modifica les dades a Wikidata |
|        | font de Fontfiguera                         | Castellfollit del Boix                    | font                 |                              | 41° 41′ 44″ N, 1° 42′ 42″ E / 41.6955296376011°N,1.71160499373597°E                                       |                                            |                                         | Modifica les dades a Wikidata |
|        | jaciment de Vilaclara                       | Castellfollit del Boix                    | jaciment arqueològic |                              | 41° 39′ 25″ N, 1° 40′ 01″ E / 41.65687778°N,1.66706667°E 670 msnm                                         | bé integrant del patrimoni cultural català |                                         | Modifica les dades a Wikidata |
|        | les Tres Creus                              | Castellfollit del Boix                    | creu monumental      |                              | 41° 41′ 35″ N, 1° 42′ 05″ E / 41.6931435592333°N,1.70127009811279°E                                       |                                            |                                         | Modifica les dades a Wikidata |
|        | riera de Grevalosa                          | Aguilar de Segarra Castellfollit del Boix | curs d'aigua         | Desemboca: riera de Rajadell | 41° 40′ 13″ N, 1° 39′ 48″ E / 41.670372°N,1.663387°E 41° 43′ 41″ N, 1° 39′ 18″ E / 41.728035°N,1.654972°E |                                            | Riera de Grevalosa                      | Modifica les dades a Wikidata |